# Clostridium putrefaciens
Clostridium putrefaciens è una specie di batterio appartenente alla famiglia delle Clostridiaceae.